# أحمد الفضالي
أحمد الفضالي هو سياسي ورئيس حزب السلام الديمقراطي في مصر. والأمين العام السابق لجمعيات الشبان المسلمين، وعضو مجلس الشعب المصري من 2005 إلى 2010. في 2012 قاد حملة ترشيح اللواء عمر سليمان لرئاسة الجمهورية والتي لم تكتمل. وبعد 2013 في مصر شكل وترأس تيار الاستقلال.

## موقفة من ثورة يناير
في 2011 نُشر له مقطع فيديو يعود إلى حادثة موقعة الجمل خلال أحداث ثورة 25 يناير، حيث ظهر واقفًا فوق جسر 6 أكتوبر يراقب الموقف ويتحدث مع أحد الأشخاص، وإلى جواره البلطجية الذين ألقوا زجاجات المولوتوف والحجارة على المتظاهرين. واتهمه البعض بالتحريض على قتل المتظاهرين في القضية المعروفة إعلامياً بـ«موقعة الجمل». ونشر المقطع الإعلامي يسري فودة في برنامجه على أو تي في. بينما نفى الفضالي هذه الاتهامات، ورفع دعوى قضائية ضد القناة اتهم فيها القناة بالتشهير به وإثارة الرأي العام ضدة والتحريض عليه.